# Gmelina
Genre
Classification APG III (2009)
Gmelina est un genre de plantes à fleurs de la famille des Verbenaceae, selon la classification classique, ou des Lamiaceae, selon la classification phylogénétique. Ce sont des arbres originaires d'Australie, de l'Asie du Sud-Est, d'Inde, de Nouvelle-Guinée et de Nouvelle-Calédonie.

## Liste des espèces
Selon Catalogue of Life (6 mai 2017) :
- Gmelina arborea Roxb. ex Sm.
- Gmelina asiatica L.
- Gmelina australis de Kok
- Gmelina basifilum de Kok
- Gmelina chinensis Benth.
- Gmelina dalrympleana (F.Muell.) H.J.Lam
- Gmelina delavayana Dop
- Gmelina elliptica Sm.
- Gmelina evoluta (Däniker) Mabb.
- Gmelina fasciculiflora Benth.
- Gmelina hollrungii de Kok
- Gmelina lecomtei Dop
- Gmelina ledermannii H.J.Lam
- Gmelina leichardtii (F.Muell.) Benth.
- Gmelina lepidota Scheff.
- Gmelina lignum-vitreum Guillaumin
- Gmelina magnifica Mabb.
- Gmelina moluccana (Blume) Backer ex K.Heyne
- Gmelina neocaledonica S.Moore
- Gmelina palawensis H.J.Lam
- Gmelina papuana Bakh.
- Gmelina peltata de Kok
- Gmelina philippensis Cham.
- Gmelina racemosa (Lour.) Merr.
- Gmelina salomonensis Bakh.
- Gmelina schlechteri H.J.Lam
- Gmelina sessilis C.T.White & W.D.Francis ex Lane-Poole
- Gmelina smithii Moldenke
- Gmelina tholicola Mabb.
- Gmelina uniflora Stapf
- Gmelina vitiensis (Seem.) A.C.Sm.